# Vilas (Colorado)
Pour les articles homonymes, voir Vilas.
Vilas est une ville américaine située dans le comté de Baca dans le Colorado.
La ville est nommée en l'honneur du sénateur William Freeman Vilas.

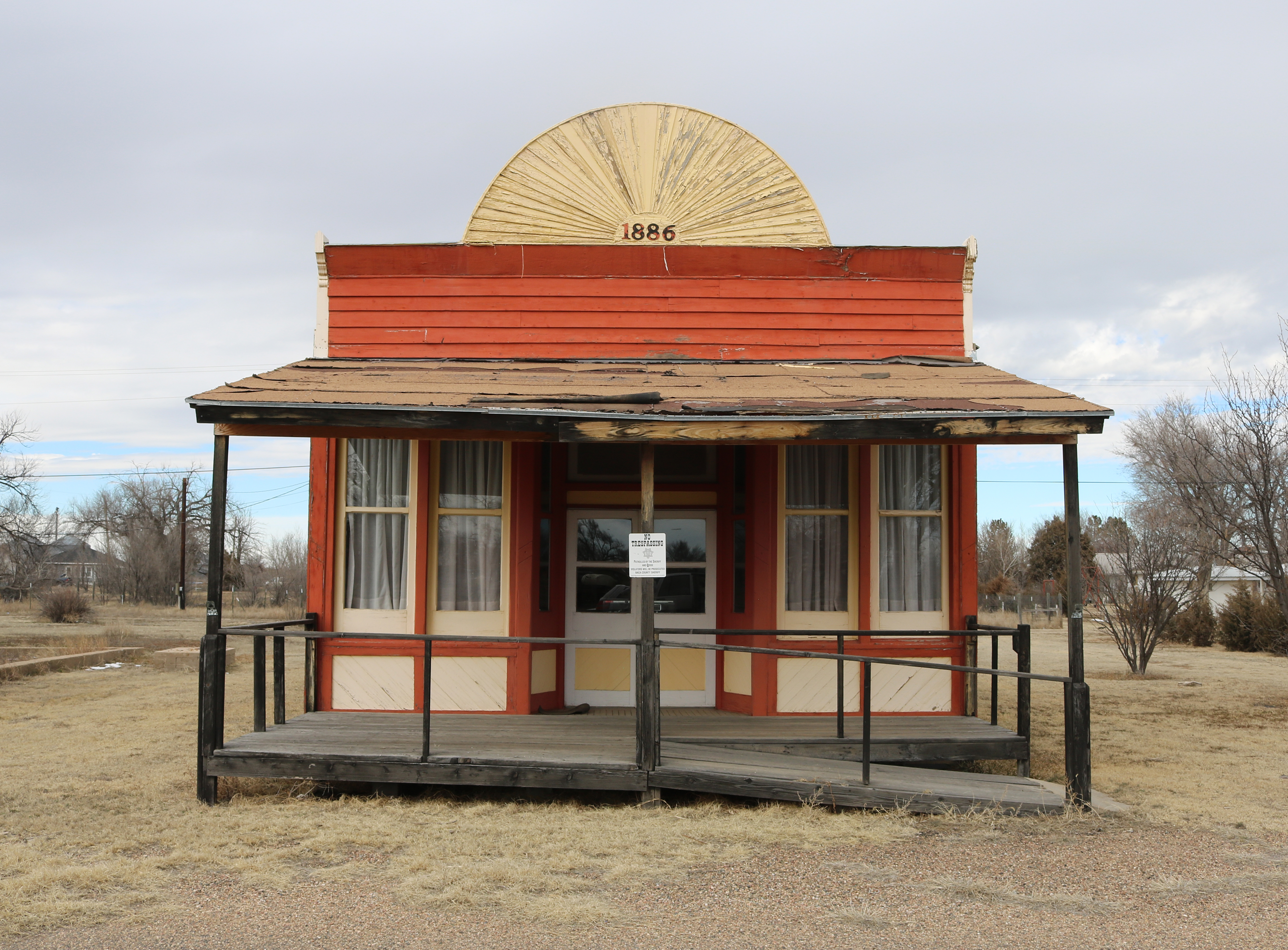
Un ancien saloon sur Main Street

## Démographie
| 1940 | 1950 | 1960 | 1970 | 1980 | 1990 |
| ---- | ---- | ---- | ---- | ---- | ---- |
| 129  | 132  | 107  | 83   | 118  | 105  |

| 2000 | 2010 | - | - | - | - |
| ---- | ---- | - | - | - | - |
| 110  | 114  | - | - | - | - |

Selon le recensement de 2010, Vilas compte 114 habitants. La municipalité s'étend sur 0,13 milles carrés (0,34 km2).